# Consorci Internacional de Periodistes d'Investigació
El Consorci Internacional de Periodistes de Recerca (International Consortium of Investigative Journalists - ICIJ) és una xarxa internacional basada a Washington, D. C. que integra a més de 190 periodistes de recerca de més de 65 països. Va ser creat el 1997 com un projecte del Centre per a la Integritat Pública (CPI). Actualment el seu director és el periodista irlandès Gerard Ryle.
El 3 d'abril de 2016 la xarxa ICIJ va publicar la recerca d'impacte mundial coneguda com els Panama Papers.
El 3 d'octubre del 2021 es va publicar una nova entrega de filtracions, anomenada Papers de Pandora.